# Utéroglobine
Appelée Utéroglobine (UGB), Blastokinine, Clara Cell 10 (CC10), CC16, ou encore CCSP, SCGB1A1 est le premier membre de la sous-famille 1A des sécrétoglobines. Cette différence de dénomination s’explique du fait qu’elle ait été « redécouverte » dans différents tissus, mais également de par ses variations de poids moléculaire. SCGB1A1 représente la référence des sécrétoglobines, ayant été la première à avoir été mise en évidence et étant l’une des plus abondantes, en particulier dans les voies aériennes.
Chez l’homme, l’utéroglobine est principalement retrouvée dans l’épithélium des voies respiratoires, au sein des cellules club, anciennement appelées cellules de Clara ; il s’agit de l’une des principales protéines sécrétées par ce type cellulaire. Les pneumocytes de type II participent également à sa sécrétion,. Cette dernière permet, entre autres, de protéger l’épithélium duquel elle provient.
Retrouvée uniquement chez les mammifères, elle est spécifiquement exprimée dans les cellules club, présentes dans l’épithélium bronchique, en grande partie à la jonction des bronches et bronchioles. Il s’agit par ailleurs de la protéine la plus abondante dans l’espace air-liquide des voies aériennes, et se retrouve dans le surfactant pulmonaire. SCGB1A1 est également présente dans les sécrétions de l’endomètre utérin et dans celles de la prostate.

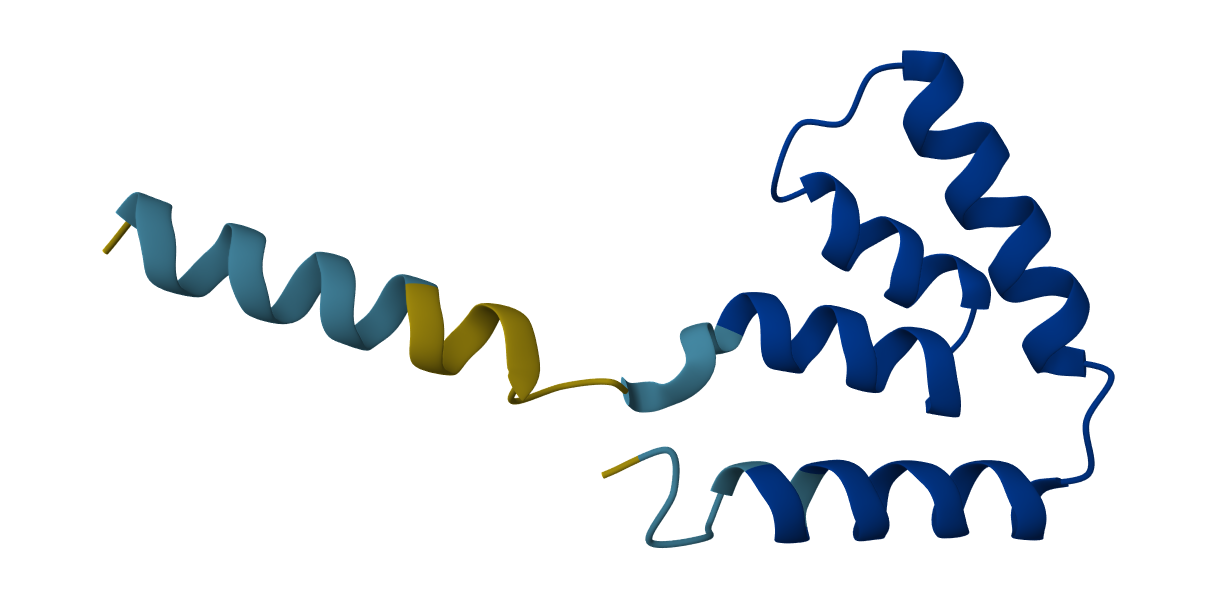
SCGB1A1 : Utéroglobine

## Structure
SCGB1A1 est une protéine homodimérique en forme de boomerang avec une cavité hydrophobe, permettant la liaison à des ligands tels que les hormones stéroïdes, les rétinoïdes, ou encore certains médiateurs de l’inflammation (CXCL8/IL8),). Le gène codant pour la protéine est localisé sur le chromosome 11, et est composé de 3 exons ainsi que de 2 introns. 

## Physiologie
Le taux de SCGB1A1 circulant augmente de la naissance jusque l’âge adulte, sans doute en lien avec l’augmentation de la taille des poumons. Dans l’enfance, on retient un taux plus élevé de SCGB1A1 dans le sérum chez les jeunes filles, mais cette différence s’estompe chez l’adulte. Ces variations sont certainement liées à la filtration glomérulaire. Il existe également une variation circadienne. Certains facteurs, modifiables ou non, sont à prendre en compte pour interpréter le taux circulant de SCGB1A1 : âge, le sexe, la fonction rénale, l’IMC ou encore le tabagisme maternel.

## Fonctions
L’on sait que SCGB1A1 présente un rôle important dans l’homéostasie du milieu dans lequel elle se trouve. Et bien que son rôle physiologique ne soit pas totalement connu, nombre de ses fonctions ont déjà pu être mises en évidence.
Immunologie
- Action anti-inflammatoire

Liaison et séquestration des médiateurs inflammatoires (prostaglandines, phospholipase A2…) dans les maladies des voies respiratoires. SCGB1A1 joue un rôle important à la fois dans la médiation de l’inflammation, mais également dans la mise en place de la réponse immunitaire. 
- Influence sur l’action et le développement des macrophages alvéolaires

Etudiée chez des souris KO du gène, l’absence du gène scgb1a1 conduit à une activation des voies de l’inflammation plus rapide que chez leurs homologues sauvages. A l’inverse, la supplémentation exogène de SCGB1A1 résulte en une réduction de la réponse inflammatoire des macrophages alvéolaires.
- Immunomodulation

La protéine SCGB1A1 est immunomodulatrice par inhibition de la synthèse d’INF-gamma, de TNF-alpha et d’IL-1. 
- Inhibition du chimiotactisme des leucocytes

La protéine SCGB1A1 tempère l’activité chimiotactique des neutrophiles, au moins en partie en neutralisant l’IL8. Chez des souris KO scgb1a1, une hyperneutrophilie est observée, qui régresse dès qu’est injectée la protéine recombinante humaine déficiente.
Rôle dans la réparation de l’épithélium
Rôle dans la protection face à la détérioration de la fonction pulmonaire
Le taux de CCSP dans la bronchopneumopathie chronique obstructive (BPCO) est inversement proportionnel à la fonction respiratoire du sujet. ; de fait, un taux élevé de SCGB1A1 circulante dans le sang serait de meilleur pronostic et associé à un déclin plus lent de la VEMS. 
Activité anti-tumorale
L’ajout de SCGB1A1 recombinante inhibe la prolifération des lignées de cellules cancéreuses.
Protection contre le stress oxydatif
Liaison à la progestérone et autres hormones stéroïdes
Induite par la progestérone, la SCGB1A1 se lie à la progestérone et à d’autres hormones stéroïdes, en particulier dans l’endomètre des lagomorphes. En revanche, ce rôle est mineur chez d’autres animaux et chez l’homme.
Liaison à la fibronectine
Il est possible d’observer des complexes de fibronectine et d’IgA dans les reins lorsqu’il existe un déficit en SCGB1A1, ce qui conduit alors à des glomérulopathies chez la souris, similaire à celle du syndrome de Goodpasture. SCGB1A1 a donc non seulement un rôle dans les poumons, mais également dans les reins. 
Liaison à la phosphatidylcholine et au phosphatidylinositol
Protection du surfactant de l’hydrolyse par la phospholipase 2
L’hydrolyse du surfactant génère des acides gras libres, et conduit in fine à l’inactivation de la sécrétion du surfactant, et contribue donc au développement de pathologies telles que la dysplasie bronchopulmonaire.  SCGB1A1, en inhibant la phospholipase A2, préserve la sécrétion et la fonction du surfactant, SCGB1A1 a donc un rôle considérable dans l’approvisionnement des voies respiratoires inférieures en surfactant.
Cible de fixation des polychlorobiphényles (PCB)
L’utéroglobine présente une forte affinité aux PCB, dont les structures sont similaires. Les PCB se lient à SCGB1A1 par effet d’oxydoréduction, ce qui entraîne un effet toxique des particules chimiques provenant de polluant. L’accumulation de PCB se retrouve principalement dans les poumons et les reins, organes représentés par une forte concentration d’utéroglobine, et conduit au développement de pathologies respiratoires et inflammatoires,. L’absence de SCGB1A1 n’entraînant pas l’accumulation de PCB, elle pourrait être utile pour déterminer la quantité de métabolites polluants retenus dans les cellules club,.

## Rôle dans les pathologies
Dans les pathologies obstructives telles que l’asthme ou la BPCO, le nombre de cellules club est diminué, et par conséquent, l’expression de SCGB1A1 l’est également. Cette diminution du taux sérique de la protéine ainsi que de la présence de cellules club est d’autant plus grande que le patient est fumeur. Concernant la BPCO, un faible taux de SCGB1A1 est corrélé à une diminution accélérée du VEMS, et est également associé à la sévérité clinique de la pathologie,. 
Dans les pathologies restrictives telles que la fibrose pulmonaire ou les pneumopathies d’hypersensibilités chroniques, une augmentation du taux sérique de CCSP est relevée, et ce d’autant plus si un emphysème est associé. En cas d’atteinte pulmonaire aigue ou bien de syndrome de détresse respiratoire aiguë, une augmentation de la sécrétion de SCGB1A1 est également relevée.  
De manière générale, l’occurrence d’une pathologie aigue s’accompagne d’une augmentation du taux circulant de SCGB1A1, alors que dans les formes chroniques, le taux de cette sécrétoglobine a tendance à diminuer, du fait de la destruction des cellules club notamment. 
Chez l’enfant, un faible taux de SCGB1A1 est un facteur de risque venant limiter le développement des fonctions pulmonaires durant l’enfance et dégradant ces mêmes fonctions chez l’adulte. De fait, une association entre un faible taux de VEMS et un faible taux de SCGB1A1 serait prédictif de l’apparition d’une pathologie pulmonaire. 
SCGB1A1 est également un biomarqueur intéressant pour d’autres pathologies pulmonaires telles que la dysplasie bronchopulmonaire chez les nouveau-nés prématurés ayant nécessités une intubation ou dans la sarcoïdose

## Concepts et espoirs thérapeutiques
Du fait notamment de ses propriétés anti-inflammatoires, la SCGB1A1 a été proposée comme agent thérapeutique, avec des résultats encourageant dans le traitement du syndrome de détresse respiratoire chez l’enfant prématuré, chez des patients atteints d’une affection pulmonaire aigue, chez des patients BPCO avec des symptômes modérés,
Dans les modèles animaux, les thérapeutiques à base de SCGB1A1 ont fait leurs preuves dans la bronchiolite obstructive, l’inflammation pulmonaire, ou encore le syndrome de détresse respiratoire aigu. Aucun effet toxique n’a été mis en évidence. 
À visée diagnostic, SCGB1A1 est donc un marqueur intéressant pour plusieurs pathologies comme la BPCO. Son dosage est recommandé dans le sérum chez l’adulte, et dans les urines chez l’enfant. Pour autant, aucune valeur seuil n’a encore été déterminée. 
SCGB1A1 est un marqueur d’efficacité des nouvelles thérapies ciblant la protéine CFTR, notamment dans la mucoviscidose. Il a été montré que les patients traités à base d’injection de SCGB1A1 présentent davantage la protéine dans leurs expectorations que les patients sans traitements. Cette découverte pourrait faire de cette protéine un biomarqueur intéressant pour le suivi des nouvelles thérapeutiques ciblant CFTR. 
En partant du principe que la surexpression de SCGB1A1 est impliquée dans la limitation de l’inflammation pulmonaire ainsi que des dommages causés par celle-ci, la supplémentation exogène de cette sécrétoglobine a permis d’atténuer l’expansion des cytokines pro-inflammatoires chez des patients présentant une déficience innée en SCGB1A1. Il en va de même pour la persistance des infections virales : la restauration de SCGB1A1 permet de l’abroger.
Avec ces présentes notions, il est question de songer au développement d’une thérapie génique ou de la création d’un système ventilatoire avec injection d’une protéine recombinante de SCGB1A1 pour lutter contre les infections et inflammations pulmonaires. 